# Pierangelo Civera
Pierangelo Civera (Cuneo, 2 dicembre 1943 – Cremona, 31 marzo 1988) è stato un attore, doppiatore e direttore del doppiaggio italiano.

## Filmografia

### Cinema
- LSD - Inferno per pochi dollari, regia di Massimo Mida (1967) - non accreditato
- Il conformista, regia di Bernardo Bertolucci (1970)
- L'assassinio di Trotsky (The Assassination of Trotsky), regia di Joseph Losey (1972)
- Napoli violenta, regia di Umberto Lenzi (1976)
- Keoma, regia di Enzo G. Castellari (1976) - non accreditato
- Un cuore semplice, regia di Giorgio Ferrara (1978)
- Il grande attacco, regia di Umberto Lenzi (1978)
- La banda del gobbo, regia di Umberto Lenzi (1978)
- Contro 4 bandiere, regia di Umberto Lenzi (1979)
- Incubo sulla città contaminata, regia di Umberto Lenzi (1980)

### Televisione
- Orlando furioso, regia di Luca Ronconi – miniserie TV (1975)
- Giandomenico Fracchia - Sogni proibiti di uno di noi, regia di Antonello Falqui – miniserie TV, terzo episodio (1975)
- L'assedio di Firenze, regia di Ugo Gregoretti – film TV (1975)
- Gli ammonitori, regia di Ugo Gregoretti – film TV (1975)
- Procacciatore d'affari, regia di Massimo Scaglione – film TV (1978)
- Lulù, regia di Mario Missiroli – film TV (1980)

## Doppiaggio
- George Hilton in La battaglia di El Alamein, Il dito nella piaga
- Richard Harrison in I Leopardi di Churchill, Reverendo Colt
- Gérard Depardieu in Maîtresse
- Peter Fonda in Easy Rider
- Gary Busey in Un mercoledì da leoni
- Paul Sorvino in 40.000 dollari per non morire
- Sam Waterston ne I cancelli del cielo
- Robert Englund in Nightmare 3 - I guerrieri del sogno
- Jim Hutton in Uomini d'amianto contro l'inferno
- John Saxon in I 3 dell'operazione Drago
- Chuck Norris in Il tempio di fuoco
- Chris Sarandon in Sentinel
- Oskar Werner in La nave dei dannati
- Bradford Dillman in Cielo di piombo, ispettore Callaghan
- John Clive in Arancia meccanica
- Ibrahim Seck in Nemici... per la pelle
- Turam Quibo in Una ragione per vivere e una per morire
- Russell Streiner in La notte dei morti viventi
- Tomas Milian in Beatrice Cenci
- Giacomo Rossi Stuart in La morte ha sorriso all'assassino
- Ricardo Montalbán in Quel maledetto colpo al Rio Grande Express
- Joel McCrea in Ambizione e La calunnia (ridoppiaggi 1974)
- Pierre Benedetti in La bestia
- Jeffrey Hunter in Custer eroe del West
- Anthony Steffen in Sedici anni
- George Martin in Il ritorno di Clint il solitario
- Mark Damon in Il plenilunio delle vergini
- Clint Walker in Sam Whiskey